# ماري جين من سافوي
ماريا جين من سافوي/ماريا جيوفانا باتيستا دي سافويا (بالفرنسية: Marie Jeanne Baptiste de Savoie)‏ (11 أبريل 1644 - 15 مارس 1724)؛ كانت دوقة سافوي من خلال زواج، تزوجت أول مرة بالوكالة من قريبها شارل دي لورين في 1662، ولكن سرعان ما تم إلغاء مفاوضات، وبذلك تزوجت من كارلو إمانويلي الثاني في 1665، وهي والدة ابنه الوحيد فيتوريو أميديو الثاني أول ملوك في أسرة سافوي، وكما لقبت نفسها بـ مدام الملكية؛ وأيضا كانت الوصية على ابنها بين عامي 1675 حتى 1680، ومع ذلك احتفظت بالسلطة لنفسها حتى أجبرها على تسليم من قبل ابنها في 1684، ماري جين تركت تركة معمارية كبيرة في تورينو، وأيضا كانت المسؤولة عن إعادة بناء قصر ماداما الذي كان محل إقامتها، تعتبر ماري جين الجدة الكبرى لـ لويس الأول من إسبانيا ولويس الخامس عشر من فرنسا.

## الأسرة والطفولة
ماري جين هي الابنة الكبرى لـ شارل أميدي دوق نيمور وزوجته إليزابيث دي بوربون حفيدة هنري الرابع ملك فرنسا عن طريق والدها سيزار دوق فندوم والدته هي غابرييل دي إستري، بذلك مما يجعلها ابنة عمة لويس الرابع عشر، ماري جين أيضا هي عضو في فرع نيمور من أسرة سافوي الذي استقر في فرنسا منذ القرن السادس عشر، نشأت ماري جين مع شقيقتها الصغرى ماري فرانسواز، مداموزيل أومال التي ولدت في 1646، ومع وفاة والدها في 1652 كانت هي وأسرتها حتى وصاية عمها هنري الثاني الدوق الجديد، على الرغم من أن ماري جين ورثت الكثير من دخل والدها، إلا أن مع وفاة عمها في 1659 عادت الدوقية إلى التاج، ومع ذلك استمرت ماري جين في الحصول على الدخل، كانت والدتها إليزابيث تتطلع في الحصول على الدعم من عائلة أمها فرانسواز أميرة لورين.

## مفاوضات الزواج

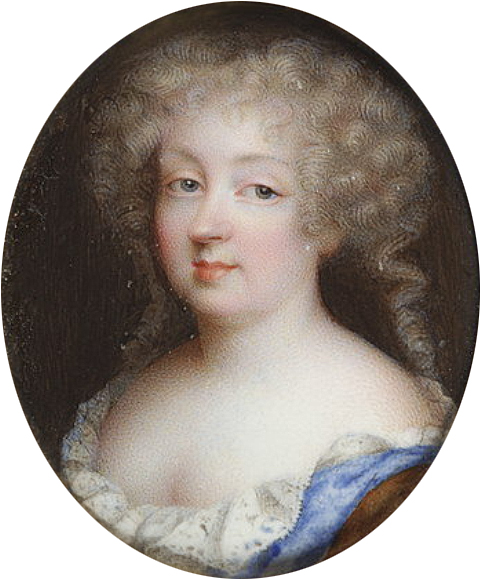
ماري جين من سافويا

أرادت والدتها الدخول في مفاوضات مع كارلو إمانويلي الثاني دوق سافوي نجل كريستين من فرنسا (عمة إليزابيث) حول الزواج؛ وبذلك استدعت كريستين ماري جين ووالدتها وشقيقتها إلى تورينو في 1659 للنقاش، أظهر كارلو إمانويلي اهتماماً كبيراً لـ ماري جين كزوجة محتملة، ولكن الكاردينال مازارين حذر والدته من طبيعة الطموحة لـ ماري جين مما تسبب في رفضها للزواج، رتبت الأم زواج ابنها من ابنة شقيقها فرانسواز مادلين دأورليان التي أُثبتت بأنها مناسبة للأم المسيطرة، وقع هذا الزفاف في 1663.
بعد ذلك عادت إلى فرنسا لفت انتباه الأمير شارل من لورين، وريث دوق لورين، ومع ذلك البلاط البرتغالي قد طلب يدها للزواج، ولكنها رفضت بعد عدة مداولات حول هذا الموضوع، كانت رتبة شارل في نفس رتبة دوق سافوي، تابعت والدتها هذه المفاوضات، أصبحت متزوجة من شارل في 4 فبراير 1662؛ كان لهذا الزواج تأييد كبير في البلاط الفرنسي، ومن بينهم الملكة الأم آن (والدة لويس الرابع عشر)، ولكن مع توقيع معاهدة مونتمارتر بعد يومين من الزواج بين الملك لويس وشارل أدى إلى انتقال دوقيات لورين وبار إلى لويس الرابع عشر، وبذلك ترك شارل بلا أراضي ودفعه إلى الانضمام إلى بلاط الإمبراطوري ونتيجة لذلك إنكار شارل زواجه من ماري جين.
وإما في تورينو، توفيت ماري كريستين والدة كارلو إمانويلي في 27 ديسمبر 1663، وتولاها زوجته الأولى فرانسواز مادلين في 14 يناير 1664، مما تُرك بلا وريث، مع ذلك جاءت اقتراحات الزواج من شقيقات فرانسواز مادلين إلا أنه رفض، أصبح واضحاً أنه يريد ماري جين، التي كانت قريبته ومن نفس العائلة، وأيضا دعم لويس الرابع عشر هذا اقترح بحيث كان لا يريد زواج كارلو إمانويلي من أرشيدوقة النمسا، خوفاً من فقدان النفوذ الفرنسي على الدوقية، استغرقت مفاوضات سنة قبل أن تذهب ماري جين برفقة جدتها فرانسواز من لورين إلى آنسي للقاء زوجها المستقبلي في 1 مايو 1665، وتزوجوا في 20 مايو في قلعة فالنتينو وسط احتفال كبير، شمل المهر الكبير بالعديد من المقاطعات.

## دوقة سافوي

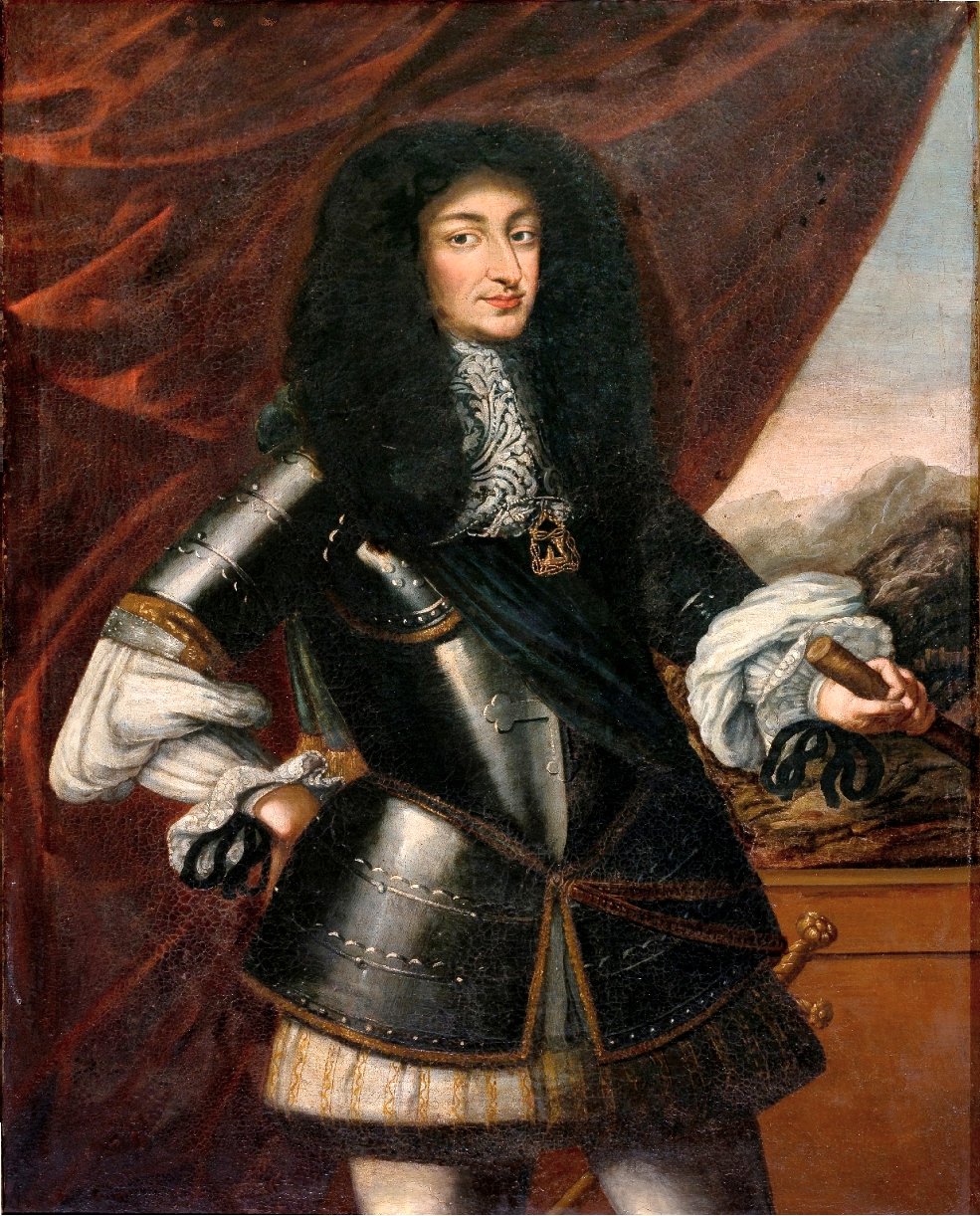
زوجها كارلو إمانويلي الثاني

في سافوي أصبح اسمها بالإيطالية ماريا جيوفانا باتيستا دي سافويا وكانت تُعرف بـ مداما رويال الإشارة إلى لقب مدام الملكية في موطنها فرنسا، استخدم هذا اللقب من قبل حماتها الراحل كريستين ماري، وأشادت ماري جين بأنها امرأة جذابة وذكية، وبعد مرور عام من الزواج وعند بلوغها الواحد والعشرين أنجبت الوريث في 14 مايو 1666 فيتوريو أميديو الثاني تكريماً لجده فيتوريو أميديو الأول وزوج ماري كريستين، وفي نفس السنة تزوجت شقيقتها الصغرى ماري فرانسواز من أفونسو السادس ملك البرتغال، ظلت الشقيقتين قريبات من بعضهن، خلال فترة عهدها كقرينة لعبت ماري جين دوراً ضيئلاً في السياسة في ذاك الوقت، في عهده زوجها قامت بعدة تحسينات على العديد من مساكن الملكية، وترك تركة معمارية كبيرة في سافوي، وكما أمر الزوجان ببناء كنائس مختلفة في تورينو.
كان لزوجها العديد من العشيقات وأبناء الغير شرعيين، إلا أنها قامت بتجاهل ذلك، في 1672 هورتنس مانسيني إحدى عشيقاته حصلت على حامية من زوجها كارلو إمانويلي الثاني مما تسبب في انزعاجها، وأعطيت لها قلعة شامبيري ومع ذلك لم تتمكن ماري جين من إخراجها حتى وفاة زوجها، وفي 12 يونيو 1675 بسن الأربعين توفي كارلو إمانويلي الثاني فجأة في تورينو من الحمى المتشنجة، وعلى سرير الموت أعطى الوصاية لها على ابنها الصغير.

## الوصاية

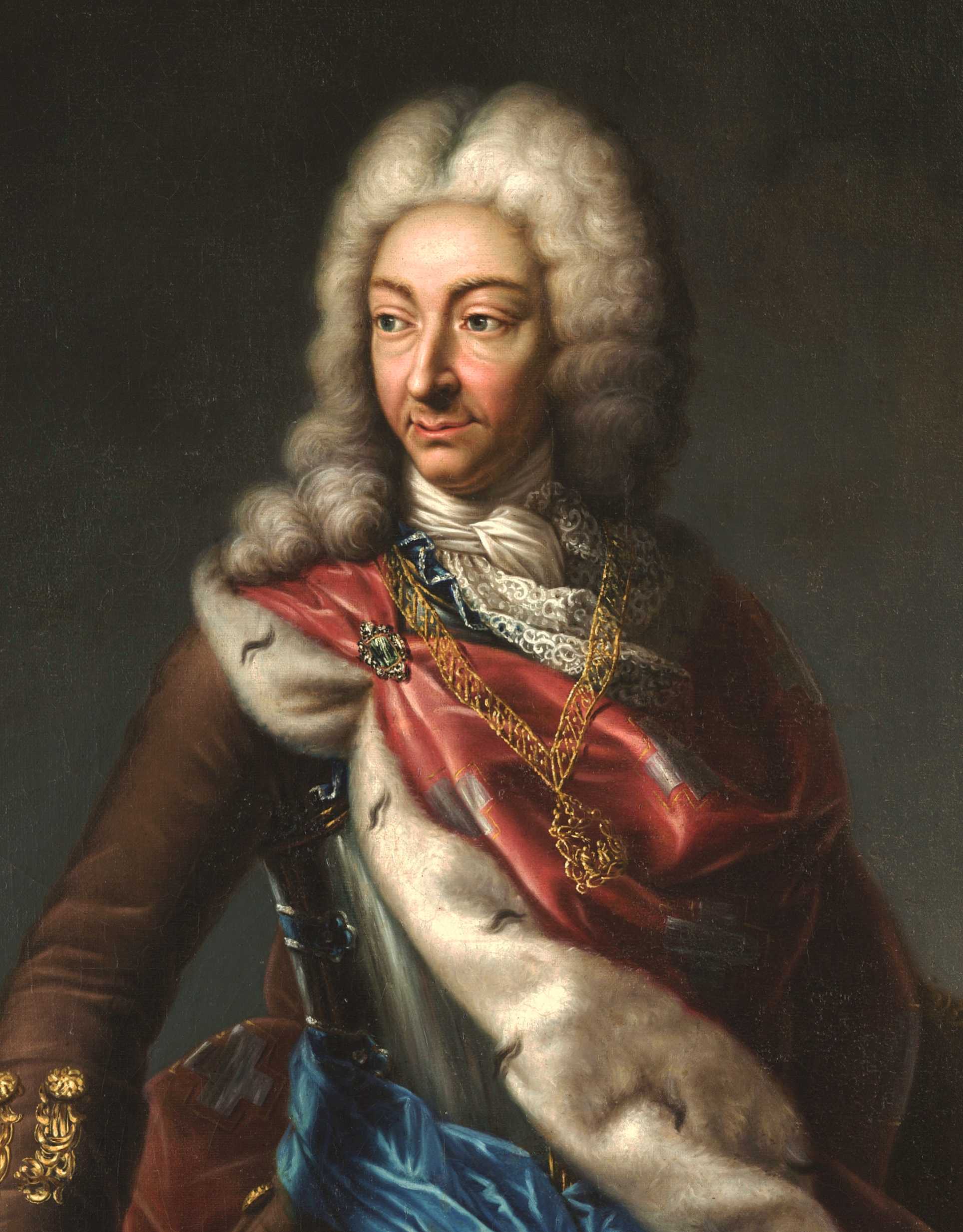
ابنها فيتوريو أميديو، حوالي.1680.

أعلنت ماري جين كوصية عندما كان ابنها في الحادي عشر عاماً، وقد تولت مهمتها الجديدة باهتمام وطموح كبير، بحيث قامت باستكمال مشاريع زوجها في سافوي، بحيث دعمت مشاريع البناء والمنظمات الفنية والتعليمية، وأيضا دعمت الأعمال أليساندرو ستراديلا ووفرت له الحماية أثناء فراره من البندقية، وأيضا قامت بتمويل المعماري غوارينو غواريني لإتمام مصلى كفن تورينو وأيضا كلية لليسوعيين تحت حكمها، وأيضا عملت على توسيع مدينة تورينو وصولاًإلى نهر بو، وأيضا حاولت إنشاء جامعة في شامبيري ولكنها لم تكن ناجحة.
لقد فعلت الكثير للحفاظ على علاقاتها مع جارتها فرنسا التي حليفة لها ولعائلتها، تعرضت للانتقاد بسبب حفاظها على السلطة أكثر من اللازم، وأنها كانت دمية لـ لويس الرابع عشر، ومع ذلك عملت على تقوية العلاقات مع إسبانيا وإنجلترا والإمبراطورية، قاوم سكان موندوفي حكمها لسنوات عديدة، ولم يرضخوا إلا في عهد ابنها.
كانت علاقتها مع ابنها الوحيدة متوترة دائماً، وقد ألقي اللوم على حفاظها على السلطة لنفسها فقط، بحيث قضت معظم وقتها في مناقشة مسائل التجارية الحكومية، لم يكن لديها سوى القليل من الوقت لابنها، وأيضا أبقته تحت التدقيق من أنه يحاول الاستيلاء على السلطة منها، على الرغم من علاقات السيئة مع ابنها، إلا أنها أبقت العديد من عشاقها في البلاط.
بحلول 1677 كانت ماري تتطلع إلى تنظيم زواج لابنها الوحيد قبل أن يصل إلى سن البلوغ في مايو 1680 وذلك لإبعاده من سافوي، كان من المرشحين الأرشيدوقة ماريا أنطونيا من النمسا وماري صوفي من بالاتينات-نيوبورغ أو الفرنسية آن ماري دأورليان، ومع ذلك تمعنت في النظر على ابنة شقيقتها في لشبونة انفانتا إيزابيل لويزا بحيث تعتبر في ذاك الوقت وريثة والدها، وأيضا ينص القانون البرتغالي على إبقاء وريثة العرش في البلاد في حالة الزواج، ذلك بدأت في هذه المفاوضات بحيث يجعل هذا الاتحاد المرموق من جعلها تحكم بشكل دائم على سافوي، بحيث تجعل من ابنها فيتوريو أميديو يعيش في البرتغال، ووضعت خطط لوصول ابنها إلى لشبونة، ومع ذلك عارضت بعض النخب الفكرة وعلى رأسهم ابنها الذي اقتراب مع فترة بلوغه، وحاول تأجيل الزواج لمدة عامين.
ثم حولت نظرها إلى دوقية توسكانا الكبرى اقترحت عليه آنا ماريا لويزا دي ميديشي كعروس، كانت هذه المفاوضات سرية عن فرنسا، بحيث تتطلعت إلى تكوين حليف قوي في إيطاليا، على الرغم من اقتناع ابنها بالفكرة، إلا أن هذه الخطة فشلت أيضا.
على الرغم من انتهاء الوصاية رسمياً في 1680 إلا أنها استمرت في تولي السلطة حتى 1684 عندما أجبرها ابنها على ذلك، كان لويس الرابع عشر حريصاً على حفاظ على نفوذ في سافوي وبالتالي قام باقتراح ابنة شقيقه آن ماري من أورليان عليه، هي ابنة فيليب الأول دوق أورليان وزوجته الأولى هنرييت آن من إنجلترا، وافق فيتوريو أميديو على الزواج، وتزوجوا شخصياً في 6 مايو 1684.

## الحياة في وقت لاحق

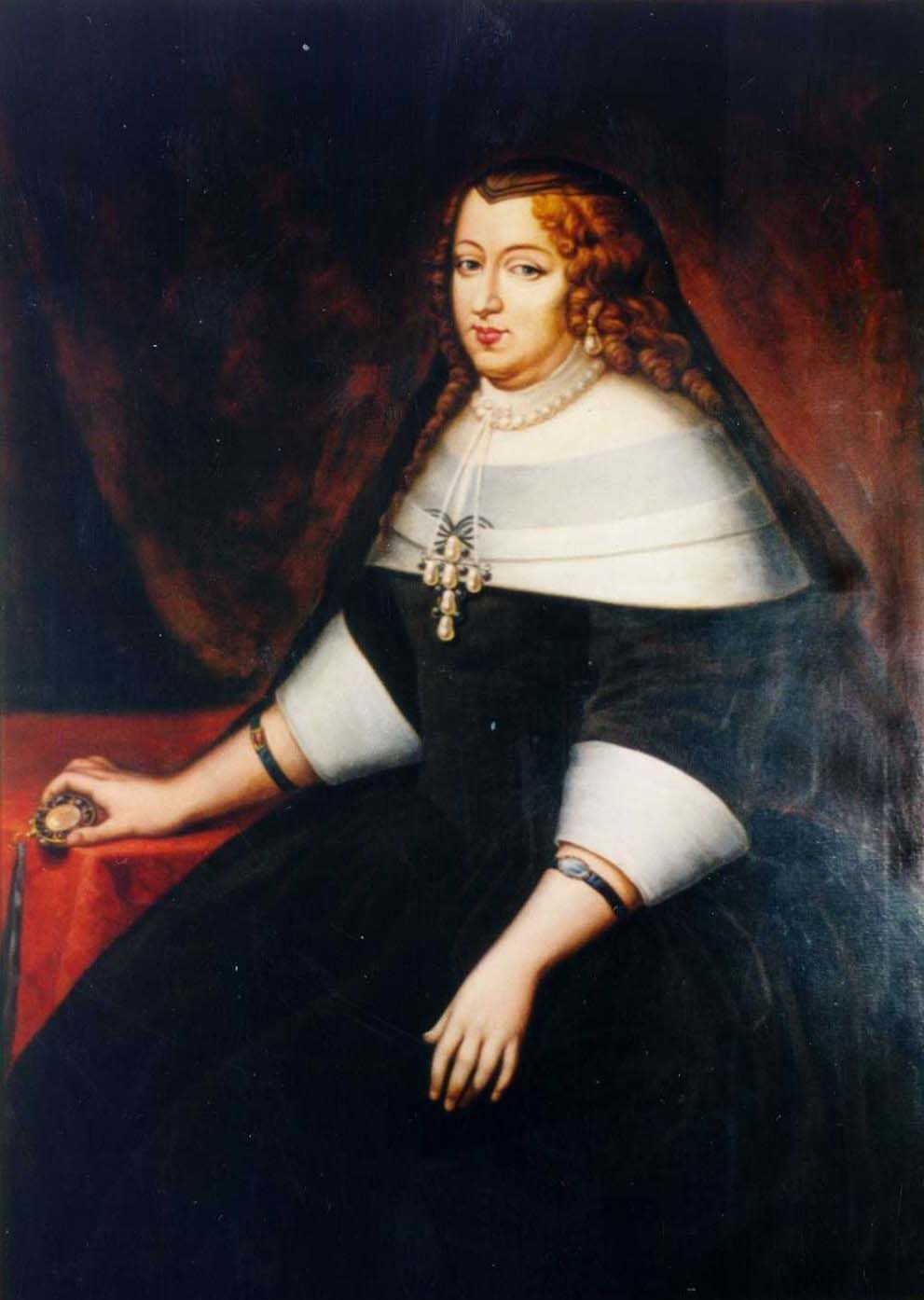
ماري جين من سافويا في قصر دوقي في مودينا

سيطر فيتوريو أميديو على كامل السلطة في أوائل 1684، وقرر إبعاد والدته عن أي تأثير في السياسة، وتقاعدت في قصر ماداما في تورينو قبالة القصر الملكي، هذا المبنى تم بنائه من قبل حماتها ماري كريستين، وقامت ماري جين بتوسيعه تحت إشراف فيليبو يوفارا المقرب من ابنها.
في 1686 باعت دوقية أومال إلى لويس أوغست دي بوربون ابن لويس الرابع عشر الغير شرعي، كانت أومال ضمن ممتلكاتها الشخصية منذ وفاة والدها في 1659، وأيضا كانت كونتيسة جنيف الأخيرة بحيث اتحدت مع سافوي بعد وفاتها.
بعد زواج ابنها أصبحت جدة؛ أربع فقط من أحفادها وصلوا لسن البلوغ، بحيث اعتبرت عرابة لحفيدتها الكبرى ماري أديلايد، وأيضا كانت على علاقة جيدة مع كنتها آن ماري، وأيضا ماري أديلايد وشقيقتها الصغرى ماريا لويزا كانتا على علاقة جيدة معها بحيث يقيمان بزيارات أسبوعية إلى قصرها، وحتى مع زواج ماري أديلايد من دوق بورغندي كانت على تبادل الرسائل معها، حفيدتها الأُخرى ماريا لويزا ستتزوج من فيليب الخامس ملك إسبانيا في 1701 كان جذب لويس الرابع عشر حول هذه الزيجات هو للحصول على دعم سافوي أثناء حرب الخلافة الإسبانية، خلال هذه الحرب: باعت ماري جين معظم مجوهراتها من أجل الحفاظ على أسرتها خلال حصار تورينو في 1706، بحيث اضطرت بالفرار مع أحفادها إلى جنوة أثناء النزاع.
وبفضل معاهدة أوتريخت في 1713 وتقديراً لجهود ابنها للمساعدة كارل هابسبورغ الآن الإمبراطور الروماني المقدس أثناء الحرب تم منحه مملكة صقلية، استطاع ابنها التتويج في كاتدرائية باليرمو في ديسمبر 1713، وطلب فيتوريو أميديو تولي السلطة أثناء غيابه، ولكنها رفضت، فنصب بدلا منها ابنه فيتوريو أميديو أمير بييمونتي.
بعد ذلك اكتشف البلاط السافوي وفاة الأميرة ماريا لويزا في فبراير 1714 وتلاها خلال سنة وفاة الوريث أمير بييمونتي، وقبل سنتين توفيت حفيدتها الكبرى ماري أديلايد في 1712 من الحصبة وبسبب هذه الوفيات حصلت على تقريب المسافات بين الأم والابن، مع وفاة الوريث تركت حفيدها الصغير كارلو إمانويلي دوق أوستا وريثاً لممتلكات والده.
توفيت ماري جين في قصر ماداما في مارس 1724، قبل شهر من عيد ميلادها الثمانين.